# Test NIR Fishera
Test NIR Fishera, test najmniejszych istotnych różnic, test LSD Fishera (ang. Fisher's least dignificant difference test, Fisher's LSD test) − wykorzystywany w statystyce test post hoc. Test może być zastosowany tylko wtedy, gdy w ramach procedury ANOVA zostanie przeprowadzony test F i wynik okaże się istotny statystycznie. Twórcą testu NIR był Ronald Fisher, który opracował ten test w 1935 r. Był to pierwszy test statystyczny odpowiedni dla prób skorelowanych (zależnych).
Główna idea stojąca za testem NIR polega na tym, aby obliczyć najmniejszą istotną różnicę pomiędzy dwiema średnimi (z dwóch porównywanych grup) w taki sposób, jakby te średnie miały być jedynymi średnimi, które mają być porównane (np. za pomocą testu t Studenta), chociaż - co ważne - wiadomo, że w ramach testu post hoc porównuje się zawsze co najmniej trzy grupy). Za istotną statystycznie różnicę uznaje się każdą różnicę większą od tej uznanej za najmniejszą.